# (10214) 1997 RT9
A (10214) 1997 RT9 a Naprendszer kisbolygóövében található aszteroida. Thierry Pauwels fedezte fel 1997. szeptember 10-én.

## Kapcsolódó szócikk
- Kisbolygók listája (10001–10500)